# Кешлак-е Юсеф-Алі
Кешлак-е Юсеф-Алі (перс. قشلاق يوسفعلي) — село в Ірані, у дегестані Хошкруд, у Центральному бахші, шахрестані Зарандіє остану Марказі. За даними перепису 2006 року, його населення становило 0 осіб, що проживали у складі 0 сімей.